# Sassari-Cagliari 1960
La Sassari-Cagliari 1960, undicesima edizione della corsa, si svolse il 6 marzo 1960 su un percorso di 215 km. La vittoria fu appannaggio dello spagnolo Miguel Poblet, che completò il percorso in 5h35'16", precedendo il belga Rik Van Looy e l'italiano Rino Benedetti.
Sul traguardo di Cagliari 57 ciclisti portarono a termine la competizione. 

## Ordine d'arrivo (Top 10)
| Pos. | Corridore      | Squadra        | Tempo    |
| ---- | -------------- | -------------- | -------- |
| 1    | Miguel Poblet  | Ignis          | 5h35'16" |
| 2    | Rik Van Looy   | Faema          | s.t.     |
| 3    | Rino Benedetti | Ghigi          | s.t.     |
| 4    | Jean Graczyk   | Helyett-Leroux | s.t.     |
| 5    | Walter Martin  | Carpano        | s.t.     |
| 6    | Emile Daems    | Philco         | s.t.     |
| 7    | Dino Bruni     | Ignis          | s.t.     |
| 8    | Jean Brankart  | Philco         | s.t.     |
| 9    | Bruno Monti    | Atala          | s.t.     |
| 10   | Diego Ronchini | Bianchi        | s.t.     |